# Selawik Lake
Der Selawik Lake ist eine häufig auch als See bezeichnete Inlandsbucht im Nordwesten Alaskas.
Das 1046 km² große Gewässer besitzt eine Längsausdehnung in OSO-Richtung von 45 km sowie eine Breite von 25 km. Wichtigster Zufluss ist der Selawik River. Weitere Zuflüsse bilden der Mangoak River im Südosten sowie der Singauruk River im Norden. Ferner besitzen die östlich gelegenen Seen Inland Lake und Tuklomarak Lake einen gemeinsamen Abfluss zum Selawik Lake. Im Westen befindet sich eine 1,5 km breite Öffnung zum Hotham Inlet, das wiederum eine Verbindung zum Kotzebue-Sund und dem offenen Meer besitzt. Im Südwesten trennt die Baldwin-Halbinsel den Selawik Lake vom Meer. Im Nordwesten befindet sich das Mündungsdelta des Kobuk River.
Die Wasseroberfläche des Selawik Lake gefriert im Winter. Im Selawik Lake überwintert eine regionale Weißlachs-Population, die im Sommer zum Laichen zum Oberlauf des Selawik River wandert. Die Fischart ist Namensgeber der Bucht. „Siilvik“ ist der Inupiaq-Name für Selawik und bedeutet „Ort des Sheefish“.